# Wołodymyr Rewa
Wołodymyr Serhijowycz Rewa, ukr. Володимир Сергійович Рева, ros. Владимир Сергеевич Рева, Władimir Sergiejewicz Riewa (ur. 25 września 1958 w obwodzie winnickim, Ukraińska SRR) – ukraiński trener piłkarski.

## Kariera trenerska
Po zakończeniu Instytutu Kultury Fizycznej w Kijowie w 1980 oraz Wyższej Szkoły Trenerskiej w Kijowie w 1988 rozpoczął karierę piłkarską. Najpierw pracował na stanowisku dyrektora oraz głównego trenera DJuSSz Temp Winnica. Od 1993 pracował w sztabie szkoleniowym klubu Nywa Winnica. W latach 1994–1995 pomagał Mychajłowi Łabuzowu trenować juniorską reprezentację Ukrainy. Od maja 2000 po dymisji Łeonida Hajdarżiego pełnił obowiązki głównego trenera FK Winnica, a potem pomagał trenować Podilla Chmielnicki. W 2001 trenował farm klub łuckiej Wołyni Kowel-Wołyń Kowel, a w następnym roku powrócił do FK Winnica, ale już jako główny trener. W 2004 został zaproszony do mołdawskiego pierwszoligowego klubu FC Tiraspol. Pracował najpierw na stanowisku asystenta, a od 2006 głównego trenera klubu. Z klubem uczestniczył w rozgrywkach Pucharu UEFA w 2006 oraz Pucharu Intertoto w 2007 i 2008. Na początku marca 2009 objął prowadzenie Dynamo-Chmielnicki. Od 8 września 2010 pracował na stanowisku głównego trenera Skały Stryj. 9 maja 2013 opuścił stryjski klub. Od 2013 do 2014 pracował w klubie Barsa Sumy. W 2015 stał na czele dziewczęcej reprezentacji Ukrainy do lat 15, a po 4 miesiącach pracy awansował na stanowisko selekcjonera kobiecej reprezentacji Ukrainy. W lipcu 2015 również stał na czele reaktywowanej Nywy Winnica. W czerwcu 2016 zmienił stanowisko na trenera konsultanta w winnickim klubie. 15 października 2018 został zwolniony ze stanowiska głównego trenera reprezentacji Ukrainy.

## Sukcesy i odznaczenia

### Sukcesy trenerskie
- mistrz Pierwszej Lihi Ukrainy: 1993
- brązowy medalista Mistrzostw Mołdawii: 2006